# Угранское сельское поселение
Угранское се́льское поселе́ние — муниципальное образование в Угранском районе Смоленской области Российской Федерации.
Административный центр — село Угра.

## История
Муниципальное образование было создано Законом Смоленской области от 28 декабря 2004 года в статусе городского поселения.
В конце 2013 года, в связи с переводом пгт Угра в категорию села, Угранское городское поселение было преобразовано в сельское поселение, которое включало два населённых пункта: село Угра и деревню Фёдоровское.
Законом Смоленской области от 25 мая 2017 года, c 5 июня 2017 года в Угранское сельское поселение были включены все населённые пункты двух упразднённых сельских поселений: Русановского и Мытишинского.

## Население
| 2012  | 2013  | 2014  | 2015  | 2016  | 2017  | 2018  |
| ----- | ----- | ----- | ----- | ----- | ----- | ----- |
| 4212  | ↘4120 | ↘3975 | ↘3945 | ↘3852 | ↘3746 | ↗4135 |
| 2019  | 2020  | 2021  |       |       |       |       |
| ↘4017 | ↘3962 | ↘3903 |       |       |       |       |

## Населённые пункты
На территории поселения находятся 29 населённых пунктов:
| №  | Населённый пункт | Тип     | Население |
| -- | ---------------- | ------- | --------- |
| 1  | Березняки        | деревня | 0         |
| 2  | Водокачка        | деревня | 3         |
| 3  | Вознесенье       | деревня | 204       |
| 4  | Выгорь           | деревня | 3         |
| 5  | Дуденки          | деревня | 0         |
| 6  | Иванково         | деревня | 4         |
| 7  | Калинино         | деревня | 6         |
| 8  | Кореино          | деревня | 7         |
| 9  | Латорево         | деревня | 0         |
| 10 | Медведки         | деревня | 7         |
| 11 | Мзы              | деревня | 0         |
| 12 | Мытишино         | деревня | 115       |
| 13 | Петрово          | деревня | 0         |
| 14 | Раздоры          | деревня | 0         |
| 15 | Раслово          | деревня | 0         |
| 16 | Руднево          | деревня | 0         |
| 17 | Русаново         | деревня | 207       |
| 18 | Сельцо           | деревня | 0         |
| 19 | Сергеево         | деревня | 4         |
| 20 | Сидоровичи       | деревня | 6         |
| 21 | Сорокино         | деревня | 0         |
| 22 | Субботники       | деревня | 0         |
| 23 | Суборь           | деревня | 0         |
| 24 | Судаково         | деревня | 16        |
| 25 | Трубино          | деревня | 0         |
| 26 | Угра             | село    | 4278      |
| 27 | Фёдоровское      | деревня | 23        |
| 28 | Фоминское        | деревня | 9         |
| 29 | Харино           | деревня | 2         |